# Губадаг
Губадаг (туркм.  Gubadag; до 1938 года Таза-Кала, с 1949 по 1993 Тельманск) — город в Болдумсазском  этрапе Дашогузского велаята Туркменистана. Население — 17 118 человек (2010, оценка).

## География
Расположен в 35 км севернее Дашогуза (бывший Ташауз) и в 3 км от границы с Узбекистаном в Хорезмском оазисе. Севернее Кубадага располагается возвышенность Кубатау с высотами от 15 до 70 м.

## История
Кубадаг до декабря 1938 года носил название Таза-Кала, с декабря 1938 года по 1949 год назывался посёлком имени Тельмана в честь немецкого коммуниста Эрнста Тельмана. С 1949 года назывался Тельманск. С 13 ноября 1975 года по 22 августа 1988 года был посёлком городского типа и административным центром Тельманского района Ташаузской области Туркменской ССР, СССР. В 90-х годах XX века переименован в Губадаг.
В июне 2016 года Постановлением Меджлиса Туркменистана посёлок Губадаг Губадагского этрапа; отнесен к категории города в этрапе.
9 ноября 2022 года, в связи с ликвидацией Губадагского этрапа, центром которого был Губадаг, вошёл в состав Болдумсазского этрапа.

## Население
| Год             | 1959  | 1970  | 1979  | 1989   | 2010   |
| --------------- | ----- | ----- | ----- | ------ | ------ |
| Население (чел) | 3 242 | 4 393 | 6 251 | 10 263 | 17 118 |

## Экономика
Находится асфальтный завод.